# Mata Redonda, Tierra Blanca
Mata Redonda är en ort i Mexiko.   Den ligger i kommunen Tierra Blanca och delstaten Veracruz, i den sydöstra delen av landet, 300 km öster om huvudstaden Mexico City. Mata Redonda ligger 106 meter över havet och antalet invånare är 101.
Terrängen runt Mata Redonda är platt, och sluttar österut. Runt Mata Redonda är det ganska tätbefolkat, med 65 invånare per kvadratkilometer. Närmaste större samhälle är Tetela, 14,9 km söder om Mata Redonda. Trakten runt Mata Redonda består till största delen av jordbruksmark.